# 多瑙河畔埃英根
多瑙河畔埃英根（德語：Ehingen (Donau)），简称埃英根（德語：Ehingen，發音：[ˈeː(h)ɪŋən] ⓘ），是德国巴登-符腾堡州蒂宾根行政区山地-多瑙县的城市，面积178.33平方千米，2023年12月31日人口为27,504人。